# Барбора Штефкова
Барбора Штефкова (чеськ. Barbora Štefková, нар. 4 квітня 1995) — колишня чеська тенісистка.
Здобула дев'ять одиночних та дванадцять парних титулів туру ITF.
Найвищу одиночну позицію світового рейтингу — 154 місце досягла 27 лютого 2017, парну — 100 місце — 14 січня 2019 року.
Завершила кар'єру 2019 року.

## Фінали турнірів WTA

### Парний розряд: 1 (1 поразка)
| Легенда                             |
| ----------------------------------- |
| Турніри Великого шолома (0–0)       |
| Premier Mandatory & Premier 5 (0–0) |
| Premier (0–0)                       |
| International (0–1)                 |

| Фінали за покриттям |
| ------------------- |
| Тверде (0–0)        |
| Трава (0–1)         |
| Ґрунт (0–0)         |
| Килим (0–0)         |

| Результат | Дата | Турнір                 | Покриття | Партнер        | Опоненти                                 | Рахунок          |
| --------- | ---- | ---------------------- | -------- | -------------- | ---------------------------------------- | ---------------- |
| Поразка   | 2018 | Mallorca Open, Іспанія | Трава    | Луціє Шафарова | Андрея Клепач Марія Хосе Мартінес Санчес | 1–6, 6–3, [3–10] |

## Фінали WTA 125K series

### Парний розряд: 2 (2 поразки)
| Результат | W–L | Дата | Турнір             | Покриття | Партнер                | Опоненти                               | Рахунок       |
| --------- | --- | ---- | ------------------ | -------- | ---------------------- | -------------------------------------- | ------------- |
| Поразка   | 0–1 | 2018 | Bol Open, Хорватія | Ґрунт    | Сільвія Солер Еспіноза | Маріана Дуке-Маріньо Ван Яфань         | 3–6, 5–7      |
| Поразка   | 0–2 | 2018 | Mumbai Open, Індія | Тверде   | Бібіана Схофс          | Натела Дзаламідзе Вероніка Кудерметова | 4–6, 6–7(4–7) |

## Фінали ITF

### Одиночний розряд: 13 (9 титулів, 4 поразки)
| Турніри $100,000 |
| Турніри $75,000  |
| Турніри $50,000  |
| Турніри $25,000  |
| Турніри $10,000  |

| Результат | W–L | Дата     | Турнір                               | Tier   | Покриття | Опонент              | Рахунок             |
| --------- | --- | -------- | ------------------------------------ | ------ | -------- | -------------------- | ------------------- |
| Перемога  | 1–0 | Сер 2013 | ITF Caslano, Швейцарія               | 10,000 | Ґрунт    | Chiara Grimm         | 6–3, 6–1            |
| Перемога  | 2–0 | Тра 2014 | ITF Ramla, Ізраїль                   | 10,000 | Тверде   | Margarita Lazareva   | 6–1, 6–3            |
| Перемога  | 3–0 | Тра 2014 | ITF Нетанья, Ізраїль                 | 10,000 | Тверде   | Saray Sterenbach     | 7–6(4), 6–3         |
| Перемога  | 4–0 | Чер 2014 | ITF Banja Luka, Боснія і Герцеговина | 10,000 | Ґрунт    | Daiana Negreanu      | 6–2, 6–2            |
| Поразка   | 4–1 | Сер 2014 | ITF Brčko, Боснія і Герцеговина      | 10,000 | Ґрунт    | Gabriela Pantůčková  | 7–6(5), 6–7(6), 3–6 |
| Перемога  | 5–1 | Гру 2014 | ITF Tel Aviv, Ізраїль                | 10,000 | Тверде   | Деніз Хазанюк        | 6–2, 6–0            |
| Перемога  | 6–1 | Чер 2015 | ITF Андижан, Узбекистан              | 25,000 | Тверде   | Вероніка Кудерметова | 7–5, 6–3            |
| Перемога  | 7–1 | Лис 2015 | ITF Tel Aviv, Ізраїль                | 10,000 | Тверде   | Ольга Дорошина       | 6–1, 6–4            |
| Поразка   | 7–2 | Бер 2016 | ITF Mildura, Австралія               | 25,000 | Трава    | Анастасія Пивоварова | 4–6, 6–4, 5–7       |
| Перемога  | 8–2 | Кві 2016 | ITF Istanbul, Туреччина              | 50,000 | Тверде   | Анастасія Пивоварова | 7–5, 2–6, 6–1       |
| Перемога  | 9–2 | Чер 2016 | ITF Namangan, Узбекистан             | 25,000 | Тверде   | Ксенія Ликіна        | 7–5, 7–5            |
| Поразка   | 9–3 | Сер 2018 | ITF Nonthaburi, Таїланд              | 25,000 | Тверде   | Ван Сю               | 3–6, 5–7            |
| Поразка   | 9–4 | Січ 2019 | ITF Гонконг                          | 25,000 | Тверде   | Дарія Лопатецька     | 4–6, 2–6            |

### Парний розряд: 17 (12 титулів, 5 поразкок)
| Турніри $100,000        |
| Турніри $75,000         |
| Турніри $50,000/$60,000 |
| Турніри $25,000         |
| Турніри $15,000         |
| Турніри $10,000         |

| Результат | W–L  | Дата     | Турнір                             | Tier   | Покриття   | Партнер              | Опоненти                               | Рахунок              |
| --------- | ---- | -------- | ---------------------------------- | ------ | ---------- | -------------------- | -------------------------------------- | -------------------- |
| Поразка   | 0–1  | Сер 2013 | ITF Caslano, Швейцарія             | 10,000 | Ґрунт      | Sara Ottomano        | Chiara Grimm Джил Тайхманн             | 4–6, 6–4, [4–10]     |
| Поразка   | 0–2  | Вер 2013 | ITF Antalya, Туреччина             | 10,000 | Ґрунт      | Камонвам Буаям       | Lena-Marie Hofmann Anna Klasen         | 2–6, 2–6             |
| Перемога  | 1–2  | Тра 2014 | ITF Ramla, Ізраїль                 | 10,000 | Тверде     | Margarita Lazareva   | Sofia Dmitrieva Alexandra Morozova     | 6–2, 3–6, [11–9]     |
| Перемога  | 2–2  | Тра 2014 | ITF Нетанья, Ізраїль               | 10,000 | Тверде     | Пія Кеніг            | Mariam Bolkvadze Anastasia Pribylova   | 6–3, 6–2             |
| Перемога  | 3–2  | Чер 2014 | ITF Banja Luka, BiH                | 10,000 | Ґрунт      | Gabriela Pantůčková  | Аніта Гусарич Daiana Negreanu          | w/o                  |
| Перемога  | 4–2  | Чер 2014 | ITF Přerov, Чехія                  | 15,000 | Ґрунт      | Шанталь Шкамлова     | Eva Rutarová Кароліна Стухла           | 6–4, 6–3             |
| Перемога  | 5–2  | Лип 2014 | ITF Horb, Німеччина                | 10,000 | Ґрунт      | Гільда Меландер      | Каролін Даніелс Лаура Шедер            | 6–4, 6–1             |
| Поразка   | 5–3  | Сер 2014 | ITF Zaječar, Сербія                | 10,000 | Ґрунт      | Александра Нанкерроу | Єлизавета Янчук Наталія Костич         | 3–6, 5–7             |
| Поразка   | 5–4  | Лис 2015 | ITF Ramat Gan, Ізраїль             | 10,000 | Тверде     | Alexandra Morozova   | Ольга Дорошина Влада Єкшибарова        | 2–6, 2–6             |
| Перемога  | 6–4  | Гру 2015 | ITF Ramat Gan, Ізраїль             | 10,000 | Тверде     | Alexandra Morozova   | Влада Єкшибарова Daria Lodikova        | 6–2, 7–5             |
| Перемога  | 7–4  | Кві 2016 | ITF Istanbul, Туреччина            | 50,000 | Тверде     | Нігіна Абдураїмова   | Валентина Івахненко Лідія Морозова     | 6–4, 1–6, [10–6]     |
| Перемога  | 8–4  | Тра 2016 | ITF Андижан, Узбекистан            | 25,000 | Тверде     | Анастасія Васильєва  | Вікторія Кан Сабіна Шаріпова           | 6–3, 4–6, [10–7]     |
| Перемога  | 9–4  | Лют 2017 | ITF Burnie, Австралія              | 60,000 | Тверде     | Саваянагі Ріко       | Елісон Бай Варатчая Вонгтінчай         | 7–6(6), 4–6, [10–7]  |
| Перемога  | 10–4 | Бер 2018 | ITF Sharm El Sheikh, Єгипет        | 15,000 | Тверде     | Mariam Bolkvadze     | María Paulina Pérez Paula Andrea Pérez | 6–2, 7–6(6)          |
| Поразка   | 10–5 | Сер 2018 | ITF Nonthaburi, Таїланд            | 25,000 | Тверде     | Нейкта Бейнз         | Рутуя Бгосале Пранджала Ядлапаллі      | 6–2, 0–6, [6–10]     |
| Перемога  | 11–5 | Жов 2018 | ITF Cherbourg-en-Cotentin, Франція | 25,000 | Тверде (i) | Катажина Пітер       | Alicia Barnett Еден Сілва              | 6–2, 6–1             |
| Перемога  | 12–5 | Січ 2019 | ITF Гонконг, КНР S.A.R.            | 25,000 | Тверде     | Міхаелла Крайчек     | Chen Pei-hsuan Wu Fang-hsien           | 6–4, 6–7(3), [12–10] |

## Досягнення

### Одиночний розряд
| Турнір                                 | 2016 | 2017 | 2018 | 2019 | SR       | W–L      | Win %    |
| -------------------------------------- | ---- | ---- | ---- | ---- | -------- | -------- | -------- |
| Турніри Великого шолома                |      |      |      |      |          |          |          |
| Відкритий чемпіонат Австралії з тенісу |      | К2р  | К1р  |      | 0 / 0    | 0–0      | –        |
| Відкритий чемпіонат Франції з тенісу   | К2р  |      |      |      | 0 / 0    | 0–0      | –        |
| Вімблдонський турнір                   | К3р  |      | 1р   |      | 0 / 1    | 0–1      | 0%       |
| Відкритий чемпіонат США з тенісу       | К1р  |      |      |      | 0 / 0    | 0–0      | –        |
| Перемоги-Поразки                       | 0–0  | 0–0  | 0–1  | 0–0  | 0 / 1    | 0–0      | 0%       |
| Загальна статистика                    |      |      |      |      |          |          |          |
| Турніри                                | 1    | 2    | 1    | 0    | 4        | 4        | 4        |
| Титули                                 | 0    | 0    | 0    | 0    | 0        | 0        | 0        |
| Фінали                                 | 0    | 0    | 0    | 0    | 0        | 0        | 0        |
| Разом Перемоги-Поразки                 | 1–1  | 0–2  | 0–1  | 0–0  | 0 / 4    | 1–4      | 20%      |
| Рейтинг на кінець року                 | 162  | 452  | 301  |      | $226,047 | $226,047 | $226,047 |